# Cynarctoides
Cynarctoides — викопний рід підродини псових Borophaginae, що родом із Північної Америки. Він жив від раннього олігоцену до середнього міоцену, 33.3–13.6 млн років тому. Наразі розпізнано сім видів, вага яких оцінюється не більше 1 кілограма. У них був незвичайний зубний ряд, який передбачає всеїдну або, можливо, навіть травоїдну дієту.

## Види
- Cynarctoides acridens Barbour & Cook 1914 (син. Cynarctus mustelinus) — Вайомінг, Каліфорнія, Нью-Мексико, Техас, ~20,6—16,3 Ma
- Cynarctoides emryi Wang et al. 1999 — Небраска ~20,6—16,3 Ma
- Cynarctoides gawnae Wang et al. 1999 — Нью-Мексико ~20,3—5,3 Ma
- Cynarctoides harlowi Loomis 1932 — Вайомінг ~24,8—20,6 Ma
- Cynarctoides lemur Cope 1879 — Орегон, Південна Дакота, Флорида ~24,8—20,6 Ma
- Cynarctoides luskensis Wang et al. 1999 — Вайомінг ~24,8—20,6 Ma
- Cynarctoides roii Macdonald 1963 — Південна Дакота, Небраска ~30,8—26,3 Ma